# Josef Jennewein
Josef Jennewein, né le 21 novembre 1919 à Sankt Anton am Arlberg et mort le 27 juillet 1943 dans un combat aérien sur le front russe, est un skieur alpin austro-allemand.
Après l'Anschluss, il participa aux championnats du monde de 1939 à Zakopane pour l'Allemagne.

## Palmarès

### Championnats du monde
| Épreuve / Édition      | Descente | Slalom | Combiné |
| ---------------------- | -------- | ------ | ------- |
| Mondiaux 1939 Zakopane | Argent   | Argent | Or      |

## Carrière militaire
En 1940, il commence une formation de pilote militaire et se voit affecté en 1941 à la JFS 5, une unité d'entraînement en situation réel basé sur le front Ouest occidental. Les premières victoires ne tardent pas à venir puisque le 20 septembre à sa quatrième mission seulement, Jennewein remporte 3 victoires sur des Spitfire anglais. Deux autres suivent le 15 octobre avant que le jeune autrichien ne soit transféré sur le front central soviétique à l'escadrille 2./JG 51. À cette époque et pendant une bonne partie de l'année 1942, les pilotes de cette unité sont souvent cantonnés aux attaques au sol. Il descend néanmoins une douzaine d'adversaire sur ce nouveau secteur. 
En juillet 1942, Jennewein quitte le front et devient instructeur afin de faire bénéficier son expérience aux jeunes pilotes. Il ne retourne au combat qu'à la fin de cette même année, toujours à la 2./JG 51. En 1943, sa carrière va faire un bon avec une trentaine de victoire jusqu'à la fin mars. Le 18 janvier notamment, il descend cinq bimoteurs Pe-2 en 5 minutes ; il récidive le 23 février avec à nouveau cinq Pe-2 abattu suivi le lendemain de sept victoires supplémentaires en deux missions distinctes.
Treize succès viennent s'ajouter à son palmarès en mai dont neuf en deux jours (un quintuplé le 6 mai, un quadruplé le 8). Début juin, Jennewein en est à 63 victoires puis sa carrière connaît un blanc. Elle reprend en pleine bataille de Koursk et ajoute en quinze jours 23 appareils russes à son palmarès. Avec une telle progression, le jeune pilote est bien parti pour arriver à 100 victoires mais n'en aura cependant jamais l'occasion : le 27 juillet, il est contraint à un atterrissage forcé derrière les lignes ennemi et disparaît corps et bien. Le grade de Leutnant (sous-lieutenant) et la Croix de Chevalier lui sera décerné à titre posthume le 5 décembre 1943.
Josef Jennewein, surnommé "Pepi", aura remporté 87 victoires aériennes en 271 missions.